# Marine Corps Air Station Cherry Point

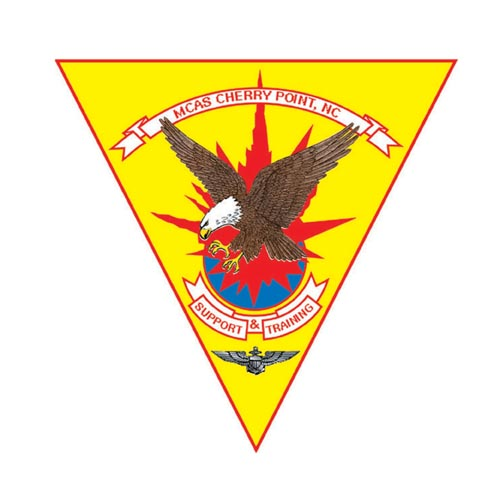
Heraldisk symbol för MCAS Cherry Point.

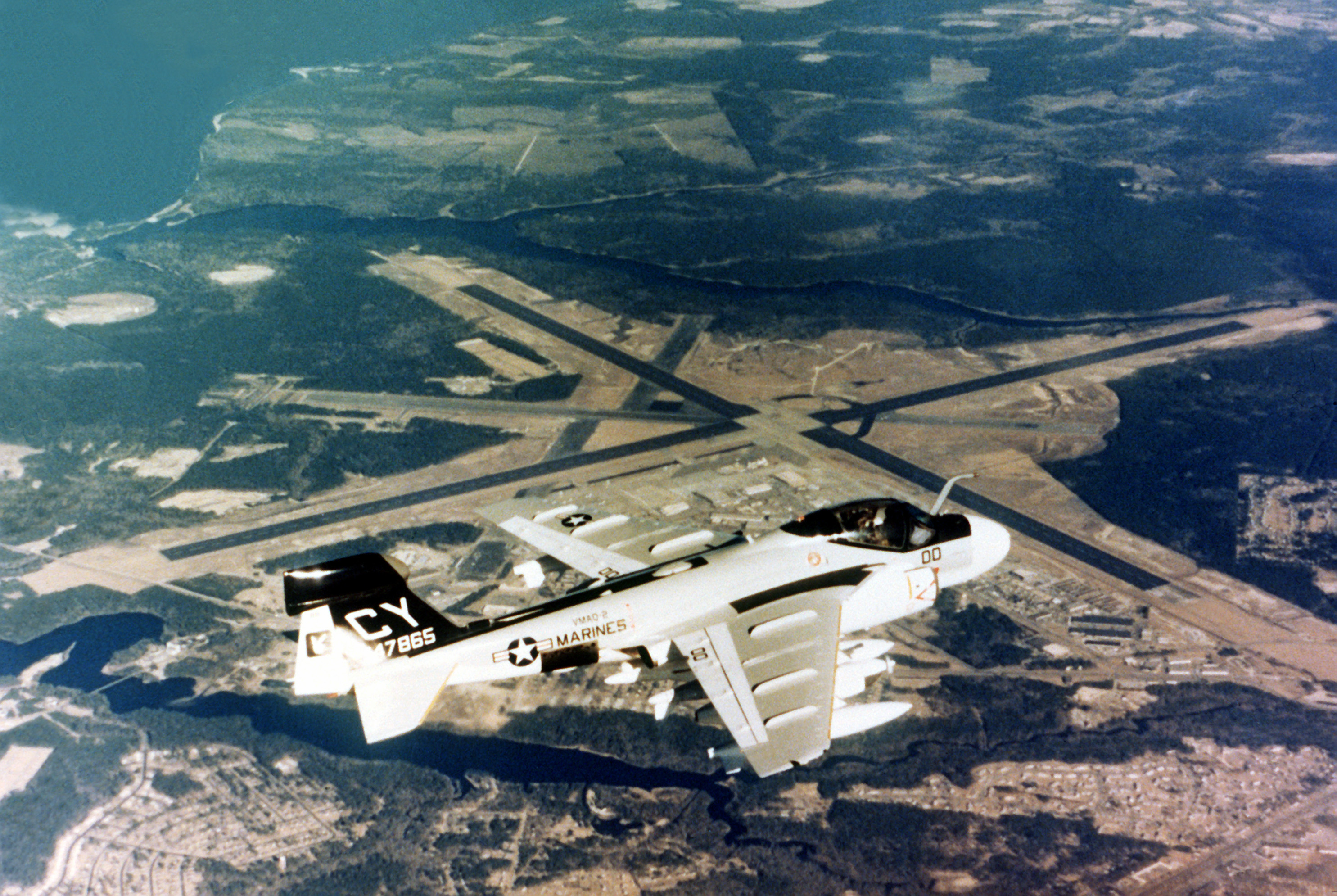
En EA-6 Intruder flyger över MCAS Cherry Point 1978.

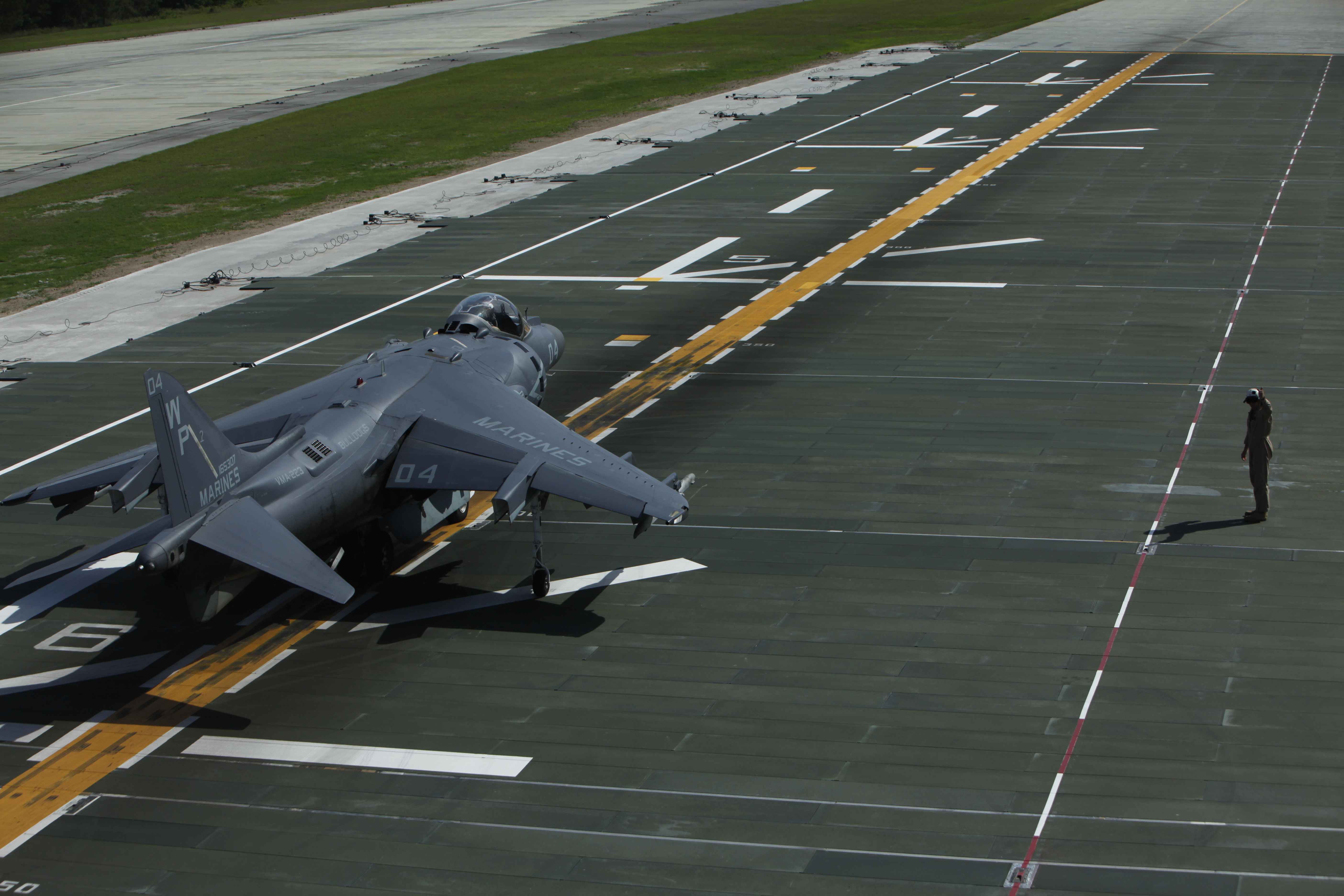
AV-8B Harrier II övar start från amfibiefartyg simulerad på rullbana, 10 juni 2013.

Marine Corps Air Station Cherry Point, även förkortat som MCAS Cherry Point, är en militär flygplats (ICAO: KNKT, FAA LID: NKT) tillhörande USA:s marinkår belägen i utkanten av småstaden Havelock i Craven County i den östra delen av delstaten North Carolina.
Under federala budgetåret 2019 hade MCAS Cherry Point cirka 7 200 militärer i aktiv tjänst, 2 250 reservister samt 5 500 civilanställda och 3 700 privatanställda inom försvarsindustrin.

## Bakgrund
Beslutet att bygga marinkårens flygbas i närheten av Marine Corps Base Camp Lejeune tog i augusti 1942 och basen togs i drift maj 1942 då som Cunningham Field, efter marinkårens förste pilot Alfred A. Cunningham. Under andra världskriget var huvuduppgiften att utbilda piloter och besättningar för krigsfronten mot Kejsardömet Japan i Stilla havskriget, men även att bistå flygförband från flottan och arméflygkåren mot tyska ubåtar i Atlanten.
Under andra världskriget var det först 3rd Marine Aircraft Wing, följt av 9th Marine Aircraft Wing som var baserad där, men det ändrades 1946 till 2nd Marine Aircraft Wing som alltjämt är kvar.
Under Koreakriget bidrog basen en stadig ström av personal och flygplan. Under Vietnamkriget skickades som mest 3 skvadroner med A-6 Intruder därifrån. Under Gulfkriget 1991 skickades tre skvadroner med AV-8B Harrier, två skvadroner med A-6E Intruder, samt en skvadron vardera med KC-130 Hercules och EA-6B Prowler samt markpersonal. Under Afghanistankriget och Irakkriget skickades åtskilliga flygförband av alla tillgängliga slag på återkommande missioner.

## Verksamhet
MCAS Cherry Point är marinkårens huvudbas för stridsflyg på USA:s östkust, belägen närområdet av Marine Corps Base Camp Lejeune (markstridsförband) samt Marine Corps Air Station New River (helikoprtar och tiltrotorflygplan). Den är även marinkårens största flygbas. Där finns även flygunderhållsdepån Fleet Readiness Center East, som är en del av Naval Air Systems Command.
På basen finns högkvarteret för 2nd Marine Aircraft Wing. Stridsflygförbanden vid MCAS Cherry Point befinner sig i en övergångsfas, fram till mitten av 2020-talet, från AV-8B Harrier II till 6 skvadroner med F-35B Lightning II. Vidare finns en skvadron med lufttankningsplanet KC-130J Hercules och en skvadron med drönare av typ RQ-21 Blackjack.